# 24 Heures du Mans 1984
Navigation
Édition précédente Édition suivante
Les 24 Heures du Mans 1984 sont la 52e édition de l'épreuve et se déroulent les 16 et 17 juin 1984 sur le circuit de la Sarthe. Cette course est la troisième manche du Championnat du monde des voitures de sport 1984 (WSC - World Sportscar Championship).

## Accident
La course est marquée par un très grave accident qui se produit à 21 h 23 dans la ligne droite des Hunaudières. Les deux Nimrod s'accrochent à plus de 300 km/h, provoquant le décollage de la voiture de John Sheldon qui percute le rail avec une extrême violence, explosant en plusieurs morceaux. Un commissaire, Jacky Loiseau, est mortellement blessé par les débris de la voiture et John Sheldon est grièvement brûlé dans le choc mais survit et reviendra l'année suivante. La course est neutralisée pendant une heure en raison des débris et de la présence de plusieurs ambulances et camions de pompiers pour circonscrire l'incendie de la voiture.

## Nombre de pilotes qualifiés pour la course
Lors de cette cinquante-deuxième édition des 24 Heures du Mans, 155 pilotes se sont qualifiés pour la course mais deux d'entre eux n'y participeront pas. Cette année, une seule femme est au départ de l'épreuve.
| 46 Français   | 31 Britanniques | 22 Américains   | 13 Italiens | 9 Allemands |
| 7 Australiens | 6 Belges        | 4 Suisses       | 3 Japonais  | 3 Suédois   |
| 2 Danois      | 2 Néerlandais   | 2 Sud-Africains | 1 Argentin  | 1 Brésilien |
| 1 Canadien    | 1 Colombien     | 1 Irlandais     |             |             |

## Déroulement de la course

### Classements intermédiaires
| Pos. | Après la 1re heure | Après la 1re heure                                                       | Après 6 heures | Après 6 heures                                                             | Après 12 heures | Après 12 heures                                                            | Après 18 heures | Après 18 heures                                                            |
| Pos. | n°                 | Voiture / Pilotes                                                        | n°             | Voiture / Pilotes                                                          | n°              | Voiture / Pilotes                                                          | n°              | Voiture / Pilotes                                                          |
| ---- | ------------------ | ------------------------------------------------------------------------ | -------------- | -------------------------------------------------------------------------- | --------------- | -------------------------------------------------------------------------- | --------------- | -------------------------------------------------------------------------- |
| 1    | 11                 | Porsche Kremer Racing Porsche 956 (C1) Jones - Schuppan - Jarier         | 4              | Martini Lancia LC2 (C1) Wollek - Nannini                                   | 4               | Martini Lancia LC2 (C1) Wollek - Nannini                                   | 7               | New Man Joest Racing Porsche 956 (C1) Pescarolo - Ludwig                   |
| 2    | 14                 | GTi Engineering Porsche 956 (C1) Lammers - Palmer                        | 33             | Skoal Bandit Porsche Team Porsche 956 (C1) Hobbs - Streiff - van der Merwe | 5               | Martini Lancia LC2 (C1) Barilla - Heyer - Baldi                            | 26              | Henn's T-Bird Swap Shop Porsche 956 (C1) Rondeau - Paul - Henn             |
| 3    | 4                  | Martini Lancia LC2 (C1) Wollek - Nannini                                 | 5              | Martini Lancia LC2 (C1) Barilla - Heyer - Baldi                            | 33              | Skoal Bandit Porsche Team Porsche 956 (C1) Hobbs - Streiff - van der Merwe | 11              | Porsche Kremer Racing Porsche 956 (C1) Jones - Schuppan - Jarier           |
| 4    | 8                  | New Man Joest Racing Porsche 956 (C1) Johansson - Schlesser - de Narváez | 11             | Porsche Kremer Racing Porsche 956 (C1) Jones - Schuppan - Jarier           | 7               | New Man Joest Racing Porsche 956 (C1) Pescarolo - Ludwig                   | 33              | Skoal Bandit Porsche Team Porsche 956 (C1) Hobbs - Streiff - van der Merwe |
| 5    | 20                 | Brun Motorsport GmbH Porsche 956 (C1) Sigala - Larrauri - Gouhier        | 26             | Henn's T-Bird Swap Shop Porsche 956 (C1) Rondeau - Paul - Henn             | 26              | Henn's T-Bird Swap Shop Porsche 956 (C1) Rondeau - Paul - Henn             | 4               | Martini Lancia LC2 (C1) Wollek - Nannini                                   |

### Classement final de la course

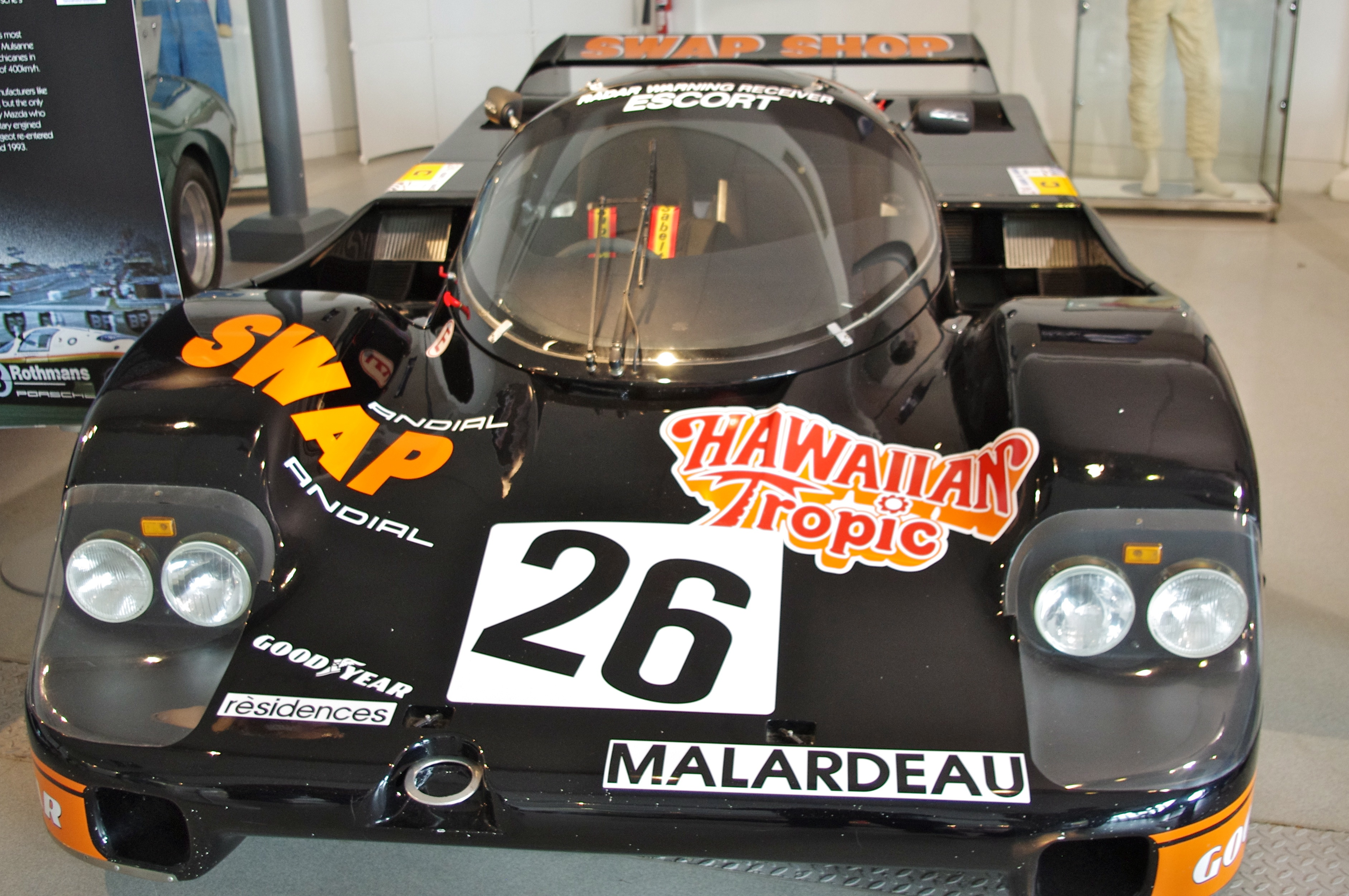
La Porsche 956 deuxième avec Jean Rondeau, John Paul Jr. et Preston Henn.

Voici le classement officiel au terme des 24 heures de course.
- Les vainqueurs de chaque catégorie sont signalés par un fond jauni.
- Pour la colonne Pneus, il faut passer le curseur au-dessus du modèle pour connaître le manufacturier de pneumatiques.

| Pos.  | Catégorie | N°  | Écurie                                      | Pilotes                                                   | Châssis                              | Pneus | Tours |
| Pos.  | Catégorie | N°  | Écurie                                      | Pilotes                                                   | Moteur                               | Pneus | Tours |
| ----- | --------- | --- | ------------------------------------------- | --------------------------------------------------------- | ------------------------------------ | ----- | ----- |
| 1     | C1        | 7   | New Man Joest Racing                        | Henri Pescarolo Klaus Ludwig                              | Porsche 956                          | D     | 359   |
| 1     | C1        | 7   | New Man Joest Racing                        | Henri Pescarolo Klaus Ludwig                              | Porsche Type-935 2.6L Turbo Flat-6   | D     | 359   |
| 2     | C1        | 26  | Henn's T-Bird Swap Shop                     | Jean Rondeau John Paul Jr. Preston Henn                   | Porsche 956                          | G     | 357   |
| 2     | C1        | 26  | Henn's T-Bird Swap Shop                     | Jean Rondeau John Paul Jr. Preston Henn                   | Porsche Type-935 2.6L Turbo Flat-6   | G     | 357   |
| 3     | C1        | 33  | Skoal Bandit Porsche Team                   | David Hobbs Philippe Streiff Sarel van der Merwe          | Porsche 956                          | Y     | 350   |
| 3     | C1        | 33  | Skoal Bandit Porsche Team                   | David Hobbs Philippe Streiff Sarel van der Merwe          | Porsche Type-935 2.6L Turbo Flat-6   | Y     | 350   |
| 4     | C1        | 9   | Brun Motorsport GmbH                        | Walter Brun Léopold de Bavière Bob Akin                   | Porsche 956                          | D     | 339   |
| 4     | C1        | 9   | Brun Motorsport GmbH                        | Walter Brun Léopold de Bavière Bob Akin                   | Porsche Type-935 2.6L Turbo Flat-6   | D     | 339   |
| 5     | C1        | 12  | Schornstein Racing Team Joest Racing        | Volkert Merl Dieter Schornstein "John Winter"             | Porsche 956                          | D     | 339   |
| 5     | C1        | 12  | Schornstein Racing Team Joest Racing        | Volkert Merl Dieter Schornstein "John Winter"             | Porsche Type-935 2.6L Turbo Flat-6   | D     | 339   |
| 6     | C1        | 11  | Porsche Kremer Racing                       | Alan Jones Vern Schuppan Jean-Pierre Jarier               | Porsche 956                          | D     | 336   |
| 6     | C1        | 11  | Porsche Kremer Racing                       | Alan Jones Vern Schuppan Jean-Pierre Jarier               | Porsche Type-935 2.6L Turbo Flat-6   | D     | 336   |
| 7     | C1        | 20  | Brun Motorsport GmbH                        | Massimo Sigala Oscar Larrauri Joël Gouhier                | Porsche 956                          | D     | 334   |
| 7     | C1        | 20  | Brun Motorsport GmbH                        | Massimo Sigala Oscar Larrauri Joël Gouhier                | Porsche Type-935 2.6L Turbo Flat-6   | D     | 334   |
| 8     | C1        | 4   | Martini Lancia                              | Bob Wollek Alessandro Nannini                             | Lancia LC2                           | D     | 325   |
| 8     | C1        | 4   | Martini Lancia                              | Bob Wollek Alessandro Nannini                             | Ferrari 308C 3.0L Turbo V8           | D     | 325   |
| 9     | C1        | 17  | Porsche Kremer Racing                       | Tiff Needell David Sutherland Rusty French                | Porsche 956                          | D     | 320   |
| 9     | C1        | 17  | Porsche Kremer Racing                       | Tiff Needell David Sutherland Rusty French                | Porsche Type-935 2.6L Turbo Flat-6   | D     | 320   |
| 10    | C2        | 68  | B.F. Goodrich Company                       | John O'Steen John Morton Yoshimi Katayama                 | Lola T616                            | BF    | 319   |
| 10    | C2        | 68  | B.F. Goodrich Company                       | John O'Steen John Morton Yoshimi Katayama                 | Mazda 13B 1.3L 2-Rotor               | BF    | 319   |
| 11    | C2        | 93  | Jean-Philippe Grand Graff Racing            | Jean-Philippe Grand Jean-Paul Libert (de) Pascal Witmeur  | Rondeau M379                         | A     | 309   |
| 11    | C2        | 93  | Jean-Philippe Grand Graff Racing            | Jean-Philippe Grand Jean-Paul Libert (de) Pascal Witmeur  | Ford Cosworth DFV 3.0L V8            | A     | 309   |
| 12    | C2        | 67  | B.F. Goodrich Company                       | Jim Busby Boy Hayje Rick Knoop                            | Lola T616                            | BF    | 294   |
| 12    | C2        | 67  | B.F. Goodrich Company                       | Jim Busby Boy Hayje Rick Knoop                            | Mazda 13B 1.3L 2-Rotor               | BF    | 294   |
| 13    | C1        | 37  | McCormack and Dodge                         | Jim Mullen Walt Bohren Alain Ferté                        | Rondeau M482                         | G     | 292   |
| 13    | C1        | 37  | McCormack and Dodge                         | Jim Mullen Walt Bohren Alain Ferté                        | Ford Cosworth DFL 3.3L V8            | G     | 292   |
| 14    | B         | 109 | Helmut Gall                                 | Philippe Dagoreau Jean-François Yvon Pierre de Thoisy     | BMW M1                               | D     | 291   |
| 14    | B         | 109 | Helmut Gall                                 | Philippe Dagoreau Jean-François Yvon Pierre de Thoisy     | BMW M88 3.5L I6                      | D     | 291   |
| 15    | C2        | 87  | Mazdaspeed Co. Ltd.                         | David Kennedy Jean-Michel Martin Philippe Martin          | Mazda 727C                           | D     | 290   |
| 15    | C2        | 87  | Mazdaspeed Co. Ltd.                         | David Kennedy Jean-Michel Martin Philippe Martin          | Mazda 13B 1.3L 2-Rotor               | D     | 290   |
| 16    | B         | 106 | Claude Haldi                                | Claude Haldi Altfrid Heger Jean Krucker                   | Porsche 930                          | M     | 284   |
| 16    | B         | 106 | Claude Haldi                                | Claude Haldi Altfrid Heger Jean Krucker                   | Porsche 3.3L Turbo Flat-6            | M     | 284   |
| 17    | GTO       | 122 | Raymond Touroul                             | Raymond Touroul Valentin Bertapelle Thierry Perrier       | Porsche 911SC                        | M     | 282   |
| 17    | GTO       | 122 | Raymond Touroul                             | Raymond Touroul Valentin Bertapelle Thierry Perrier       | Porsche 3.0L Flat-6                  | M     | 282   |
| 18    | GTO       | 123 | Equipe Alméras Frères                       | Jean-Marie Alméras Jacques Alméras Tom Winters            | Porsche 930                          | M     | 268   |
| 18    | GTO       | 123 | Equipe Alméras Frères                       | Jean-Marie Alméras Jacques Alméras Tom Winters            | Porsche 3.3L Turbo Flat-6            | M     | 268   |
| 19    | C2        | 81  | Scuderia Jolly Club                         | Almo Coppelli Davide Pavia Guido Daccò                    | Alba AR2                             | A     | 261   |
| 19    | C2        | 81  | Scuderia Jolly Club                         | Almo Coppelli Davide Pavia Guido Daccò                    | Giannini Carma FF 2.0L Turbo I4      | A     | 261   |
| 20    | C2        | 86  | Mazdaspeed Co. Ltd.                         | Pierre Dieudonné Takashi Yorino Yojiro Terada             | Mazda 727C                           | D     | 261   |
| 20    | C2        | 86  | Mazdaspeed Co. Ltd.                         | Pierre Dieudonné Takashi Yorino Yojiro Terada             | Mazda 13B 1.3L 2-Rotor               | D     | 261   |
| 21    | C2        | 80  | Scuderia Jolly Club                         | Martino Finotto Carlo Facetti Marco Vanoli                | Alba AR2                             | A     | 257   |
| 21    | C2        | 80  | Scuderia Jolly Club                         | Martino Finotto Carlo Facetti Marco Vanoli                | Giannini Carma FF 2.0L Turbo I4      | A     | 257   |
| 22    | B         | 107 | Raymond Boutinaud                           | Raymond Boutinaud (de) Philippe Renault Giles Guinand     | Porsche 928S                         | M     | 255   |
| 22    | B         | 107 | Raymond Boutinaud                           | Raymond Boutinaud (de) Philippe Renault Giles Guinand     | Porsche 4.7L V8                      | M     | 255   |
| Abd.  | GTP       | 44  | Jaguar Group 44                             | Brian Redman Doc Bundy Bob Tullius                        | Jaguar XJR-5                         | G     | 291   |
| Abd.  | GTP       | 44  | Jaguar Group 44                             | Brian Redman Doc Bundy Bob Tullius                        | Jaguar 6.0L V12                      | G     | 291   |
| Abd.  | C1        | 21  | Charles Ivey Racing                         | Alain de Cadenet Allan Grice Chris Craft                  | Porsche 956                          | D     | 274   |
| Abd.  | C1        | 21  | Charles Ivey Racing                         | Alain de Cadenet Allan Grice Chris Craft                  | Porsche Type-935 2.6L Turbo Flat-6   | D     | 274   |
| Abd.  | C1        | 5   | Martini Lancia                              | Paolo Barilla Hans Heyer Mauro Baldi                      | Lancia LC2                           | D     | 275   |
| Abd.  | C1        | 5   | Martini Lancia                              | Paolo Barilla Hans Heyer Mauro Baldi                      | Ferrari 308C 3.0L Turbo V8           | D     | 275   |
| Abd.  | GTP       | 61  | Henn's T-Bird Swap Shop                     | Michel Ferté Edgar Dören Preston Henn                     | Porsche 962                          | G     | 247   |
| Abd.  | GTP       | 61  | Henn's T-Bird Swap Shop                     | Michel Ferté Edgar Dören Preston Henn                     | Porsche Type-935 2.9L Turbo Flat-6   | G     | 247   |
| Abd.  | C1        | 34  | Team Australia                              | Peter Brock Larry Perkins                                 | Porsche 956                          | D     | 145   |
| Abd.  | C1        | 34  | Team Australia                              | Peter Brock Larry Perkins                                 | Porsche Type-935 2.6L Turbo Flat-6   | D     | 145   |
| Abd.  | C1        | 14  | GTi Engineering                             | Jan Lammers Jonathan Palmer                               | Porsche 956                          | D     | 145   |
| Abd.  | C1        | 14  | GTi Engineering                             | Jan Lammers Jonathan Palmer                               | Porsche Type-935 2.6L Turbo Flat-6   | D     | 145   |
| Abd.  | C1        | 23  | WM Secateva                                 | Roger Dorchy Alain Couderc Gérard Patté                   | WM P83B                              | M     | 122   |
| Abd.  | C1        | 23  | WM Secateva                                 | Roger Dorchy Alain Couderc Gérard Patté                   | Peugeot PRV 2.8L Turbo V6            | M     | 122   |
| Abd.  | GTO       | 121 | Charles Ivey Racing                         | David Ovey Paul Smith (en) Margie Smith-Haas              | Porsche 930                          | A     | 146   |
| Abd.  | GTO       | 121 | Charles Ivey Racing                         | David Ovey Paul Smith (en) Margie Smith-Haas              | Porsche 3.3L Turbo Flat-6            | A     | 146   |
| Abd.  | C1        | 47  | Obermaier Racing                            | Jürgen Lässig George Fouché John Graham                   | Porsche 956                          | D     | 147   |
| Abd.  | C1        | 47  | Obermaier Racing                            | Jürgen Lässig George Fouché John Graham                   | Porsche Type-935 2.6L Turbo Flat-6   | D     | 147   |
| Abd.  | GTP       | 40  | Jaguar Group 44                             | Tony Adamowicz John Watson Claude Ballot-Léna             | Jaguar XJR-5                         | G     | 212   |
| Abd.  | GTP       | 40  | Jaguar Group 44                             | Tony Adamowicz John Watson Claude Ballot-Léna             | Jaguar 6.0L V12                      | G     | 212   |
| Abd.  | C1        | 50  | Primagaz                                    | Pierre Yver Bernard de Dryver Pierre-François Rousselot   | Rondeau M382                         | M     | 155   |
| Abd.  | C1        | 50  | Primagaz                                    | Pierre Yver Bernard de Dryver Pierre-François Rousselot   | Ford Cosworth DFV 3.0L V8            | M     | 155   |
| Abd.  | C1        | 13  | Primagaz                                    | Yves Courage Michel Dubois John Jellinek                  | Cougar C02                           | M     | 153   |
| Abd.  | C1        | 13  | Primagaz                                    | Yves Courage Michel Dubois John Jellinek                  | Ford Cosworth DFL 3.3L V8            | M     | 153   |
| Abd.  | C1        | 8   | New Man Joest Racing                        | Stefan Johansson Jean-Louis Schlesser Mauricio de Narváez | Porsche 956                          | D     | 170   |
| Abd.  | C1        | 8   | New Man Joest Racing                        | Stefan Johansson Jean-Louis Schlesser Mauricio de Narváez | Porsche Type-935 2.6L Turbo Flat-6   | D     | 170   |
| Abd.  | C1        | 38  | Dorset Racing Associates                    | Nick Faure (en) Mike Galvin Richard Jones (en)            | Dome RC82                            | D     | 156   |
| Abd.  | C1        | 38  | Dorset Racing Associates                    | Nick Faure (en) Mike Galvin Richard Jones (en)            | Ford Cosworth DFL 3.3L V8            | D     | 156   |
| Abd.  | C1        | 16  | GTi Engineering                             | Richard Lloyd (en) Nick Mason René Metge                  | Porsche 956                          | D     | 139   |
| Abd.  | C1        | 16  | GTi Engineering                             | Richard Lloyd (en) Nick Mason René Metge                  | Porsche Type-935 2.6L Turbo Flat-6   | D     | 139   |
| Abd.  | C1        | 24  | WM Secateva                                 | Michel Pignard Jean-Daniel Raulet Pascal Pessiot          | WM P83B                              | M     | 74    |
| Abd.  | C1        | 24  | WM Secateva                                 | Michel Pignard Jean-Daniel Raulet Pascal Pessiot          | Peugeot PRV 2.8L Turbo V6            | M     | 74    |
| Abd.  | C1        | 6   | BP Résidences Malardeau Scuderia Jolly Club | Pierluigi Martini Xavier Lapeyre Beppe Gabbiani           | Lancia LC2                           | D     | 117   |
| Abd.  | C1        | 6   | BP Résidences Malardeau Scuderia Jolly Club | Pierluigi Martini Xavier Lapeyre Beppe Gabbiani           | Ferrari 308C 3.0L Turbo V8           | D     | 117   |
| Abd.  | B         | 101 | Jens Winther Team Castrol                   | Jens Winther David Mercer Lars-Viggo Jensen               | BMW M1                               | A     | 96    |
| Abd.  | B         | 101 | Jens Winther Team Castrol                   | Jens Winther David Mercer Lars-Viggo Jensen               | BMW M88 3.5L I6                      | A     | 96    |
| Abd.  | GTP       | 62  | Pegasus Racing                              | Ken Marsden Jr. Marion L. Speer Wayne Pickering           | March 84G                            | G     | 95    |
| Abd.  | GTP       | 62  | Pegasus Racing                              | Ken Marsden Jr. Marion L. Speer Wayne Pickering           | Buick 3.3L Turbo V6                  | G     | 95    |
| Abd.  | C2        | 70  | Spice Tiga Racing                           | Gordon Spice Ray Bellm Neil Crang                         | Tiga GC84                            | A     | 69    |
| Abd.  | C2        | 70  | Spice Tiga Racing                           | Gordon Spice Ray Bellm Neil Crang                         | Ford Cosworth DFL 3.3L V8            | A     | 69    |
| Abd.  | C2        | 48  | John Bartlett Racing                        | François Migault Steve Kempton (pl) François Sérvanin     | Lola T610                            | D     | 52    |
| Abd.  | C2        | 48  | John Bartlett Racing                        | François Migault Steve Kempton (pl) François Sérvanin     | Ford Cosworth DFL 3.3L V8            | D     | 52    |
| Abd.  | C2        | 77  | Ecurie Ecosse                               | Mike Wilds David Duffield David Leslie                    | Ecosse C284                          | A     | 36    |
| Abd.  | C2        | 77  | Ecurie Ecosse                               | Mike Wilds David Duffield David Leslie                    | Ford Cosworth DFV 3.0L V8            | A     | 36    |
| Abd.  | C2        | 85  | Hubert Striebig                             | Hubert Striebig Jacques Heuclin Noël del Bello            | Sthemo SM C2                         | D     | 42    |
| Abd.  | C2        | 85  | Hubert Striebig                             | Hubert Striebig Jacques Heuclin Noël del Bello            | BMW M88 3.5L I6                      | D     | 42    |
| Abd.  | C2        | 79  | ADA Engineering                             | Ian Harrower Bob Wolff Glen Smith                         | ADA 01                               | A     | 42    |
| Abd.  | C2        | 79  | ADA Engineering                             | Ian Harrower Bob Wolff Glen Smith                         | Ford Cosworth DFL 3.3L V8            | A     | 42    |
| Abd.  | C1        | 45  | Christian Bussi                             | Christian Bussi (de) Jack Griffin Bruno Ilien             | Rondeau M382                         | D     | 49    |
| Abd.  | C1        | 45  | Christian Bussi                             | Christian Bussi (de) Jack Griffin Bruno Ilien             | Ford Cosworth DFL 3.3L V8            | D     | 49    |
| Abd.  | GTX       | 27  | Scuderia Bellancauto                        | Roberto Marazzi Maurizio Micangeli Dominique Lacaud       | Ferrari 512 BB/LM                    | D     | 65    |
| Abd.  | GTX       | 27  | Scuderia Bellancauto                        | Roberto Marazzi Maurizio Micangeli Dominique Lacaud       | Ferrari 5.0L Flat-12                 | D     | 65    |
| Abd.  | B         | 114 | Michel Lateste                              | Michel Lateste Michel Bienvault "Ségolen"                 | Porsche 930                          | M     | 70    |
| Abd.  | B         | 114 | Michel Lateste                              | Michel Lateste Michel Bienvault "Ségolen"                 | Porsche 3.3L Turbo Flat-6            | M     | 70    |
| Abd.  | C1        | 32  | Viscount Downe Aston Martin                 | John Sheldon Mike Salmon Richard Attwood                  | Nimrod NRA/C2B                       | A     | 92    |
| Abd.  | C1        | 32  | Viscount Downe Aston Martin                 | John Sheldon Mike Salmon Richard Attwood                  | Aston Martin-Tickford DP1229 5.3L V8 | A     | 92    |
| Abd.  | C1        | 31  | Viscount Downe Aston Martin                 | Ray Mallock Drake Olson                                   | Nimrod NRA/C2B                       | A     | 94    |
| Abd.  | C1        | 31  | Viscount Downe Aston Martin                 | Ray Mallock Drake Olson                                   | Aston Martin-Tickford 5.3L V8        | A     | 94    |
| Abd.  | C1        | 55  | Skoal Bandit Porsche Team                   | Rupert Keegan Guy Edwards Roberto Moreno                  | Porsche 962C                         | Y     | 72    |
| Abd.  | C1        | 55  | Skoal Bandit Porsche Team                   | Rupert Keegan Guy Edwards Roberto Moreno                  | Porsche Type-935 2.6L Turbo Flat-6   | Y     | 72    |
| Abd.  | C1        | 25  | C.A.M.S.                                    | Dudley Wood John Cooper Barry Robinson                    | Grid Plaza S2                        | A     | 10    |
| Abd.  | C1        | 25  | C.A.M.S.                                    | Dudley Wood John Cooper Barry Robinson                    | Porsche Type-935 2.9L Turbo Flat-6   | A     | 10    |
| N. p. | C1        | 39  | Uchida Dome Racing Team                     | Eje Elgh Stanley Dickens                                  | Dome RC83                            | D     | 0     |
| N. p. | C1        | 39  | Uchida Dome Racing Team                     | Eje Elgh Stanley Dickens                                  | Ford Cosworth DFL 3.9L V8            | D     | 0     |

## Pole position et record du tour
- Pole position : Bob Wollek sur no 4 Lancia LC 2 - Lancia Martini en 3 min 17 s 11 (248,864 km/h)
- Meilleur tour en course : Alessandro Nannini sur no 4 Lancia LC 2 - Lancia Martini en 3 min 28 s 90 (234,819 km/h) au deux cent soixante-et-unième tour[2]

## Leaders

### Par heure
Voitures figurant en tête de l'épreuve à la fin de chaque heure de course :
| n° | Voiture     | Écurie                    | Pilotes                                          | Heures                         | Total |
| -- | ----------- | ------------------------- | ------------------------------------------------ | ------------------------------ | ----- |
| 11 | Porsche 956 | Porsche Kremer Racing     | Alan Jones Vern Schuppan Jean-Pierre Jarier      | 1re 3e à 5e                    | 4     |
| 4  | Lancia LC2  | Martini Lancia            | Bob Wollek Alessandro Nannini                    | 2e 6e à 9e 12e à 13e 15e à 16e | 9     |
| 5  | Lancia LC2  | Martini Lancia            | Paolo Barilla Hans Heyer Mauro Baldi             | 10e à 11e                      | 2     |
| 33 | Porsche 956 | Skoal Bandit Porsche Team | David Hobbs Philippe Streiff Sarel van der Merwe | 14e                            | 1     |
| 7  | Porsche 956 | Joest Racing              | Henri Pescarolo Klaus Ludwig                     | 17e à 24e                      | 8     |

### Par tour
| n° | Voiture      | Écurie                    | Pilotes                                                   | Tours                                                                                       | Total |
| -- | ------------ | ------------------------- | --------------------------------------------------------- | ------------------------------------------------------------------------------------------- | ----- |
| 23 | WM P83B      | WM Secateva               | Roger Dorchy Alain Couderc Gérard Patté                   | 1er 3e                                                                                      | 2     |
| 4  | Lancia LC2   | Martini Lancia            | Bob Wollek Alessandro Nannini                             | 2e / 11e 24e / 29e au 38e 63e au 66e / 88e au 144e 148e au 152e / 175e au 205e 208e au 241e | 144   |
| 11 | Porsche 956  | Porsche Kremer Racing     | Alan Jones Vern Schuppan Jean-Pierre Jarier               | 4e au 10e 14e au 23e 41e au 48e 54e au 62e 67e au 87e                                       | 55    |
| 8  | Porsche 956  | Joest Racing              | Stefan Johansson Jean-Louis Schlesser Mauricio de Narváez | 12e 25e au 27e 39e au 40e 49e au 53e                                                        | 11    |
| 44 | Jaguar XJR-5 | Group 44                  | Brian Redman Doc Bundy Bob Tullius                        | 13e                                                                                         | 1     |
| 14 | Porsche 956  | GTi Engineering           | Jan Lammers Jonathan Palmer                               | 28e                                                                                         | 1     |
| 5  | Lancia LC2   | Martini Lancia            | Paolo Barilla Hans Heyer Mauro Baldi                      | 145e au 147e / 153e au 174e                                                                 | 25    |
| 33 | Porsche 956  | Skoal Bandit Porsche Team | David Hobbs Philippe Streiff Sarel van der Merwe          | 206e au 207e                                                                                | 2     |
| 7  | Porsche 956  | Joest Racing              | Henri Pescarolo Klaus Ludwig                              | 242e au 359e                                                                                | 118   |

## À noter
- Longueur du circuit : 13,626 km
- Distance parcourue : 4 900,280 km
- Vitesse moyenne : 204,178 km/h
- Écart avec le 2e : 26,297 km
- 150 000 spectateurs